# 565139 Sumshchyna
565139 Sumshchyna este o planetă minoră (asteroid) din centura de asteroizi. A fost descoperită pe 1 decembrie 2005 la Mount Lemmon⁠(d) de . 
Obiectul prezintă o orbită caracterizată de o semiaxă mare de 2,3149664722027 UAi, o excentricitate de 0,15225248963853, o înclinație de 3,5712649901521 ° în raport cu ecliptica.